# حلقه (شیمی)

چهار عضو اول سیکلوآلکان‌ها که همگی حلقه‌های ساده ای دارند

در شیمی، حلقه اصطلاحی است که یا به یک چرخه ساده از اتم‌ها و پیوندها در یک مولکول یا به مجموعه ای از اتم‌ها و پیوندهای متصل که در آن هر اتم و پیوند عضوی از یک چرخه است، گفته می‌شود (به آن سیستم حلقه نیز گفته می‌شود). سیستم حلقه ای که یک چرخه ساده است را تک چرخه یا حلقه ساده و سیستم حلقه ای که چرخه ساده نیست را سیستم حلقه چندچرخه یا چند حلقه‌ای می‌نامند. یک حلقه ساده به تعداد اتم‌هایش، پیوند سیگما دارد و یک سیستم حلقه‌ای چند حلقه‌ای بیشتر از اتم‌ها حاوی پیوند سیگما است.
به مولکولی که دارای یک یا چند حلقه باشد، ترکیب حلقوی و به مولکولی که دارای دو یا چند حلقه باشد (چه سیستم حلقه ای یکسان چه متفاوت) یک ترکیب چندحلقه‌ای می‌گویند. مولکولی که فاقد حلقه باشد، ترکیب غیر حلقوی یا زنجیره باز نامیده می‌شود.

## همچنین ببینید
- ترکیب حلقوی
- ترکیب چندحلقه‌ای
- ترکیب هتروسیکل
- مولکول دوحلقه‌ای
- ترکیب اسپیرو